# Provincia marítima de Huelva
La provincia marítima de Huelva, en la provincia andaluza del mismo nombre, es una de las treinta provincias marítimas en que se divide el litoral de España. Comprende desde el límite fronterizo de las aguas marítimas con Portugal, hasta la línea que parte con rumbo 220° desde la torre del faro de la Higuera (latitud 37° 00’.6 N y longitud 6° 34’.1W). Limita por el este con la provincia marítima de Sevilla y por el oeste con la demarcación de costas portuguesa.
Su matrícula es HU y se divide en tres distritos marítimos:
- Ayamonte (HU-1): con el puerto de Ayamonte como eje central y desde la frontera portuguesa hasta punta de la Mojarra.
- Isla Cristina (HU-2): con el puerto de Isla Cristina como eje central y desde punta de la Mojarra hasta el río Piedras.
- Huelva (HU-3): con el puerto de Huelva como eje central y desde el río Piedras hasta torre del faro de la Higuera.

## Embarcaciones
Durante 2005, esta provincia marítima experimentó el tercer mayor incremento de su flota de recreo con un incremente algo inferior al 16%, 59 embarcaciones en términos absolutos. Sólo fue superada por las provincias marítimas de Tarragona y Valencia.
El número total de embarcaciones recreativas matriculadas en 2005 fue de 433, de las que sólo 16 eran a motor y el resto a vela. De esta forma la cifra durante 2005 de embarcaciones se acercaba a las 4.000. Las motos acuáticas por su parte alcanzaron una cifra de 312 en 2005.